# Lochriá
Lochriá (em grego: Λοχριά) é uma vila cretense da unidade regional de Retimno, no município de Amári, na unidade municipal de Curítes. Situada a 580 metros acima do nível do mar, próxima a ela estão as vilas de Árdactos e Plátanos. Segundo censo de 2011, têm 242 habitantes.